# Kalvö Skärgård
Kalvö Skärgård este o arie protejată (arie specială de conservare — SAC, sit de importanță comunitară — SCI, arie de protecție specială avifaunistică — SPA) din Suedia întinsă pe o suprafață de 2.411,7 ha, integral pe uscat.

## Localizare
Centrul sitului Kalvö Skärgård este situat la coordonatele 58°52′42″N 13°52′24″E / 58.8783°N 13.8734°E.

## Înființare
Situl Kalvö Skärgård a fost declarat arie de protecție specială avifaunistică în august 2012 pentru a proteja 8 specii de animale. Alte tipuri de protecție:
- sit de importanță comunitară (în decembrie 1995)
- arie specială de conservare (în martie 2011)[1][3][4]

## Biodiversitate
Situată în ecoregiunea boreală, aria protejată conține 5 habitate naturale: Lacuri eutrofice naturale cu vegetație de tip Magnopotamion sau Hydrocharition, Roci stâncoase cu vegetație pionieră de Sedo-Scleranthion sau Sedo albi-Veronicion dillenii, Taiga vestică, Păduri caducifoliate de mlaștină fino-scandinave, Ape stătătoare oligotrofe până la mezotrofe, cu vegetație de Littorelletea uniflorae și/sau de Isoëto-Nanojuncetea.
La baza desemnării sitului se află mai multe specii protejate:
- păsări (5): cufundar polar (Gavia arctica), vultur pescar (Pandion haliaetus), pescăriță mare (Sterna caspia), chiră de baltă (Sterna hirundo), Sterna paradisaea
- pești (3): avat (Aspius aspius), zvârluga (Cobitis taenia), somonul (Salmo salar)